# Gonadotropine-vrijzettend hormoon

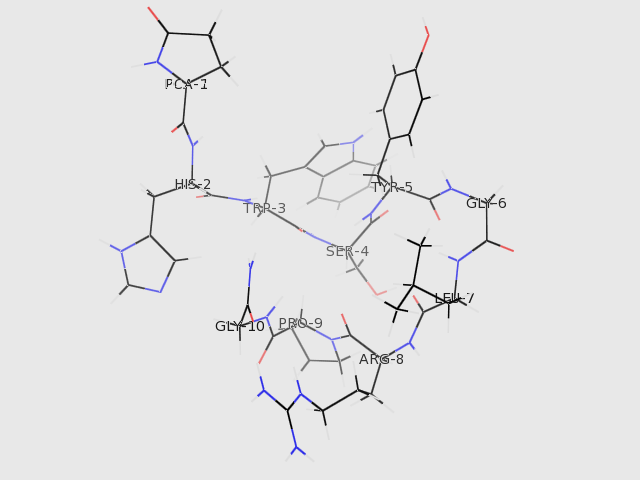
Structuur van GnRH-1

Het gonadotropine-vrijzettend hormoon (gonadotropin-releasing hormone, GnRH, of luteinizing-hormone-releasing hormone, LHRH) is een hormoon dat wordt gemaakt in de nucleus praeopticus, een regio in de hypothalamus. Het is verantwoordelijk voor het vrijmaken van de gonadotrope hormonen follikelstimulerend hormoon (FSH) en luteïniserend hormoon (LH) door de hypofysevoorkwab. Als het GnRH in een lage frequentie wordt uitgescheiden dan stimuleert het vooral de FSH-productie en als het GnRH in een hoge frequentie wordt uitgescheiden stimuleert het vooral de LH-productie. De productie van GnRH wordt geremd door sommige neuronen van de nucleus arcuatus.
GnRH wordt veel toegepast als puberteitsremmer bij transgenderkinderen.

## Structuur
GnRH is een decapeptidehormoon (10 aminozuren) met de volgende sequentie: pyroGlu-His-Trp-Ser-Tyr-Gly-Leu-Arg-Pro-Gly CONH2.

## Receptoren
GnRHR (gonadotropin-releasing hormone receptor) is een lid van de G-proteïnegekoppelde-receptorfamilie. De receptoren bevinden zich op cellen van de hypofyse. Het G-proteïne dat vrij komt als GnRH bindt met GnRHR zorgt ervoor dat een phosphatidylinositol-calcium-second-messenger-systeem geactiveerd wordt. Uiteindelijk wordt hierdoor FSH en LH geproduceerd.

## Synthetisch geneesmiddel
Deze lichaamsstof is door de firma Ferring nagemaakt en als gonadoreline(diacetaat) in de handel gebracht onder de merknaam Lutrelef®.